# صالح عبدالحمید
صالح عبدالحمید (عربی: صالح عبد الحميد صالح محمد محميدي؛ زادهٔ ۴ اوت ۱۹۸۲) بازیکن فوتبال اهل بحرین است.
از باشگاه‌هایی که در آن بازی کرده‌است می‌توان به باشگاه فوتبال الرائد و باشگاه فوتبال النجمه بحرین اشاره کرد.
وی همچنین در تیم ملی فوتبال بحرین بازی کرده‌است.